# Pseudocatharylla simplex
Pseudocatharylla simplex là một loài bướm đêm trong họ Crambidae.